# ELO's Greatest Hits
ELO's Greatest Hits je kompilacijski album skupine Electric Light Orchestra (ELO), ki je izšel leta 1979.
Album vsebuje skladbe, ki jih je skupina posnela in izdala med letoma 1973 in 1978.

## Seznam skladb
Vse pesmi je napisal in uglasbil Jeff Lynne.
| Stran 1 | Stran 1                       | Stran 1                                                       | Stran 1 |
| Št.     | Naslov                        | Originalni album                                              | Dolžina |
| ------- | ----------------------------- | ------------------------------------------------------------- | ------- |
| 1.      | „Evil Woman‟ (singl verzija)  | Face the Music, 1975                                          | 4:10    |
| 2.      | „Livin' Thing‟                | A New World Record, 1976                                      | 3:31    |
| 3.      | „Can't Get It Out of My Head‟ | Eldorado, 1974                                                | 4:22    |
| 4.      | „Showdown‟ (singl verzija)    | ameriška izdaja On the Third Day, 1973; britanski singl, 1974 | 3:51    |
| 5.      | „Turn to Stone‟               | Out of the Blue, 1977                                         | 3:48    |
| 6.      | „Rockaria!‟                   | A New World Record                                            | 3:12    |

| Stran 2 | Stran 2                          | Stran 2            | Stran 2 |
| Št.     | Naslov                           | Originalni album   | Dolžina |
| ------- | -------------------------------- | ------------------ | ------- |
| 7.      | „Sweet Talkin' Woman‟            | Out of the Blue    | 3:47    |
| 8.      | „Telephone Line‟                 | A New World Record | 4:37    |
| 9.      | „Ma-Ma-Ma Belle‟ (singl verzija) | On the Third Day   | 3:35    |
| 10.     | „Strange Magic‟ (singl verzija)  | Face the Music     | 4:07    |
| 11.     | „Mr. Blue Sky‟                   | Out of the Blue    | 5:05    |

## Glasbeniki
- Jeff Lynne	– vokali, kitare, klaviature
- Bev Bevan – bobni, tolkala
- Richard Tandy – klaviature
- Mike de Albuquerque – bas kitara (3, 4, 9)
- Kelly Groucutt – bas kitara, vokali (1, 2, 5–8, 10, 11)
- Mik Kaminski – violina (1–3, 5–8, 10, 11)
- Mike Edwards – čelo (3, 4, 9)
- Melvyn Gale – čelo (1, 2, 5–8, 10, 11)
- Hugh McDowell – čelo (1–3, 5–8, 10, 11)
- Wilfred Gibson – violina (4, 9)
- Colin Walker – čelo (4, 9)
- Marc Bolan – kitara (9)

## Lestvice
- #1 Avstralija
- #2 Nova Zelandija
- #6 Kanada
- #7 Združeno kraljestvo[3]
- #13 Norveška
- #17 Avstrija[4]
- #28 Španija
- #30 ZDA (CashBox & Billboard 200); RIAA certifikati: 4x platinast